# فرانک فیدلر
فرانک فیدلر (انگلیسی: Frank Fidler; ۱۲ اوت ۱۹۲۴ – ۲۱ نوامبر ۲۰۰۹) بازیکن فوتبال اهل بریتانیا بود.
از باشگاه‌هایی که در آن بازی کرده‌است می‌توان به باشگاه فوتبال هرفورد یونایتد و باشگاه فوتبال ای‌اف‌سی بورنموث اشاره کرد.